# 八剣山鐘太郎
八剣山 鐘太郎（はっけんざん しょうたろう、1906年7月6日 - 没年不明）は、昭和時代の大相撲力士。高砂部屋所属。本名は加藤 鐘太郎。最高位は十両11枚目。

## 経歴
愛知県名古屋市出身。1923年1月初土俵。1929年5月十両に昇進。この場所3勝8敗と負け越し、翌9月場所も5勝6敗と負け越し（この時期は2場所通算で番付を編成していたので、地位は変わっていない）、幕下に落ちた。翌1930年10月で廃業した。